# Aleksándr Shliápnikov
Aleksandr Gavrílovich Shliápnikov, (en ruso: Александр Гаврилович Шляпников) (Múrom, 30 de agosto de 1885-Moscú, 2 de septiembre de 1937) fue un obrero y revolucionario ruso. Fue el principal ideólogo de la corriente bolchevique crítica con el Gobierno conocida como Oposición Obrera.
Nació en Múrom, Rusia. Era hijo de viejos creyentes. A los 13 años de edad, comenzó a trabajar como obrero en una fábrica metalúrgica. Cuando era aprendiz de mecánica en San Petersburgo, en 1901, participó por primera vez en una huelga, fue despedido e ingresó al Partido Obrero Socialdemócrata de Rusia. En 1903 se unió a la fracción bolchevique. Fue arrestado y encarcelado varias veces por sus actividades políticas y sindicales y por su participación en la revolución de 1905. Después de pasar en total dos años en la cárcel, partió al exilio en 1907 y continuó sus actividades revolucionarias en Europa occidental donde fue también dirigente sindical de los trabajadores fabriles, en Francia, Alemania e Inglaterra y sirvió como enlace entre la dirección del partido en el exilio y los bolcheviques del interior de Rusia.
Fue elegido miembro del Comité Central de su partido en 1915. Retornó a Rusia en 1916 y junto con Viacheslav Mólotov fue el principal dirigente bolchevique en Petrogrado durante la Revolución de Febrero de 1917 cuando Lenin, Trotski y Bujarin aun permanecían en el exilio. En julio de ese año, fue elegido presidente del sindicato de trabajadores metalúrgicos de toda Rusia; ya antes presidía el sindicato metalúrgico de la capital.
Tras el triunfo de la Revolución de Octubre fue nombrado Comisario del Pueblo de Trabajo y durante la guerra civil desempeñó además importantes cargos en el Ejército Rojo y los organismos económicos. Como comisario, aceptó la subordinación de los sindicatos al partido, condenó las huelgas y exigió disciplina a los obreros. Aunque no dimitió como otros siete comisarios en la crisis del invierno de 1917, respaldó el manifiesto contra la política de Lenin y el terror de los dimitidos. Hasta comienzos de 1919, aceptó las medidas de control de partido sobre el movimiento obrero; entonces criticó con dureza el sometimiento de la iniciativa de los trabajadores en la gestión fabril. Su propuesta de que los sindicatos pasasen a controlar la economía, los consejos la administración del Estado mientras que el partido se limitase a una función de guía política e ideológica fue rechazada en el IX Congreso del Partido, pero esto no frenó el crecimiento de la fracción entre los sindicalistas del partido.
Entre 1920 y 1922, integró la «Oposición Obrera» junto con Aleksandra Kolontái, Serguéi Medvédev y numerosos dirigentes sindicales obreros, especialmente metalúrgicos. Abogaron por reforzar el papel de los sindicatos en la dirección de la economía soviética. Propusieron entregar la dirección de la economía un Congreso de Productores; establecer la dirección de las empresas y fábricas por los sindicatos; y elegir a los principales administradores por voto directo de los trabajadores. El Congreso del partido ordenó disolver este grupo y aunque en 1922 sus integrantes apelaron esta decisión ante la Internacional Comunista, la apelación fue rechazada. Shliápnikov fue forzado a renunciar a su cargo de dirigente sindical y enviado a trabajar en la embajada soviética en París. 
Shliápnikov se dedicó a escribir sus memorias y otras obras mientras trabajaba en entidades del comercio exterior de metales (1927-1929) y la planificación económica. Publicó una historia de la Revolución de 1917 en cuatro volúmenes. En 1926, se vio forzado junto con otro destacado dirigente de la antigua Oposición a confesar que diría un «grupo ultraderechista de derrotistas» que se oponía a la alianza entre obreros y campesinos y deseaba el fin del Comintern. El comienzo del primer plan quinquenal permitió a Shliápnikov volver a respaldar parcialmente a la dirección del partido; respaldó la industrialización, la colectivización y las medidas extremas de requisiciones en el campo, aunque se oponía teóricamente a la explotación del campesinado para financiar el proyecto. Aún perseguido, se lo condenó en el XVI Congreso del Partido.
En 1932, fue forzado por Stalin a publicar una «autocrítica de sus errores», como parte de sus memorias de la revolución. Shliápnikov fue expulsado del Partido Comunista en 1933, arrestado en 1935; el Colegio Militar lo condenó por conspiración contra el Estado y el partido y fusilado el 2 de septiembre de 1937. Fue rehabilitado de cargos criminales por el Tribunal Supremo de la Unión Soviética en 1988.